# Tenova Takraf

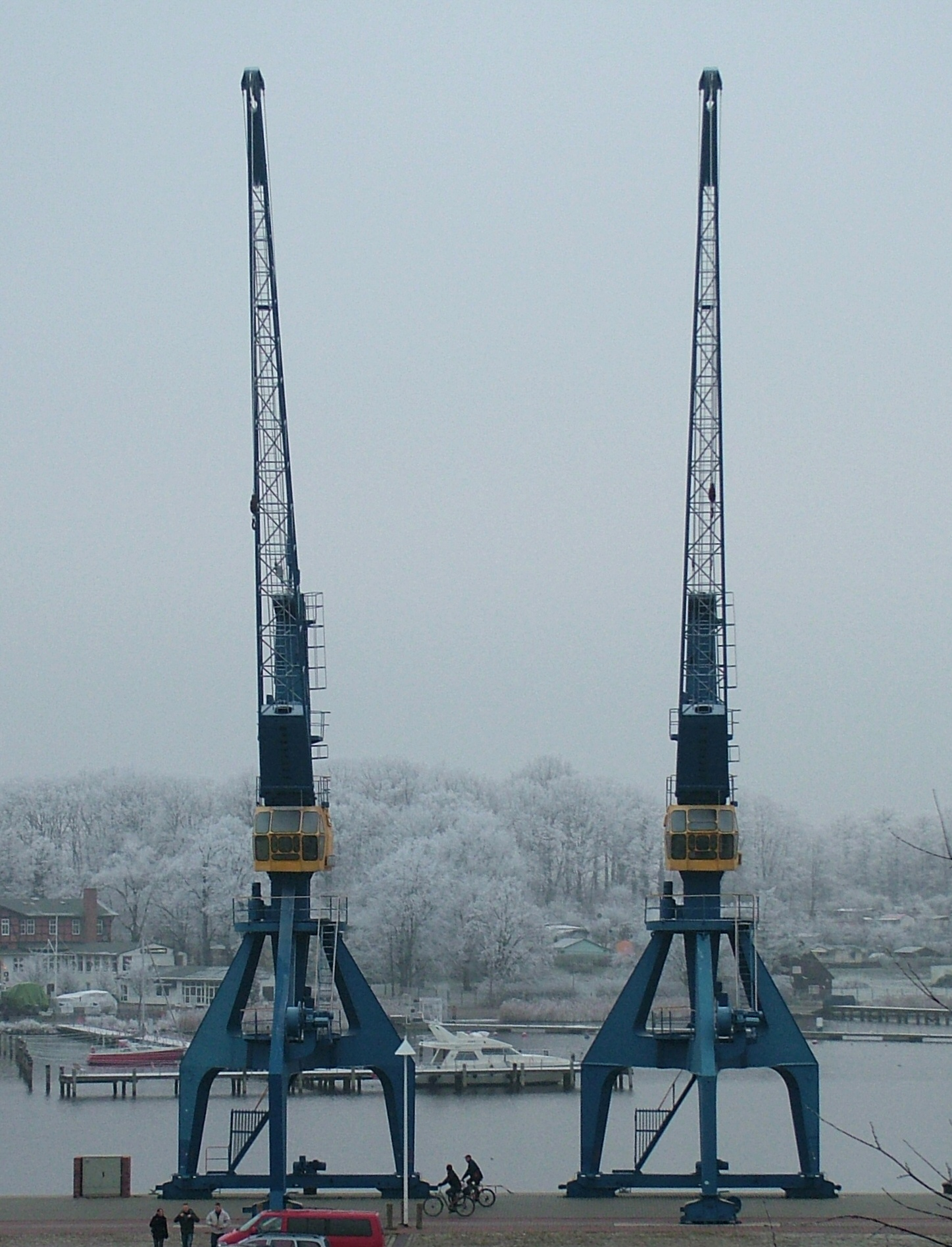
Guindastes portuários da TAKRAF em Rostock

A TAKRAF é uma corporação global alemão industrial, com sede na cidade de Leipzig. A abreviação TAKRAF é originada das palavras Tagebergbau-Ausrüstungen, Krane und Förderanlagen (superfície de equipamentos de mineração, guindastes e transporte de equipamentos). Ele é um dos principais fabricantes e fornecedores de equipamentos e sistemas para mineração a céu aberto em massa, para manuseio de materiais, processamento de minerais e uma ampla gama de serviços e componentes. A empresa é bastante conhecida por suas grandes escavadeiras de cesto, equipamentos semi-móveis, centrais de britagem, sistemas de transporte de soluções e sistemas heap leach.
A empresa foi fundada em 1958, na ex-República Democrática Alemã, mas sua história remonta ao ano de 1725, quando a primeira fábrica de equipamentos de construção foi fundada em Lauchhammer perto de Dresden. Após a reunificação da Alemanha, a TAKRAF tornou-se parte da MAN SE e foi posteriormente adquirida pela Tenova SpA, que é parte do international Techint grupo, em 2006
Na época da reprivatização de 1990, a combinação consistia em 26 explorações individuais, incluindo:
- VEB Schwermaschinenbau S. M. Kirow Leipzig
- VEB Montan Leipzig
- VEB Kranbau Eberswalde
- VEB Bagger-, Förderbrücken- und Gerätebau (BFG) Lauchhammer
- VEB Zemag Zeitz
- VEB Förderanlagen und Kranbau Köthen
- VEB Förderanlagen „7. Oktober“ Magdeburg
- VEB Schwermaschinenbau „Georgi Dimitroff“ Magdeburg
- VEB Berliner Aufzug- und Fahrtreppenbau Berlin
- VEB Hebezeugwerk Suhl
- VEB Sächsischer Brücken- und Stahlhochbau Dresden
- VEB Förderausrüstungen Aschersleben
- VEB Kranbau Schmalkalden
- VEB Hebezeugwerk Sebnitz (bis 1971)
- TAKRAF Export-Import Außenhandel Berlin
- VEB Thüringer Stahlbau Erfurt[2]
- VEB Förderanlagen Calbe/Saale
- VEB Hebemaschinenwerk Luisenthal
- VEB Kranbau Wittenberg
- VEB Maschinen- und Apparatebau Landsberg
- VEB RWN (Reparaturwerk Neubrandenburg)
- VEB Saalfelder Hebezeugbau
- VEB Stahlgießerei Silbitz
- VEB Vogtländischer Aufzugs- und Maschinenbau Mylau
- VEB Wutra-Werk Wurzen

Entre seus produtos está a maior máquina de mineração do mundo, a escavadeira de cesto Bagger 293.